# René Boyvin
René Boyvin (* um 1525 in Angers; † nach 1580 in Rom) war ein französischer Kupferstecher, Radierer und Zeichner des Manierismus.
Boyvin war Mitarbeiter des Kupferstechers und Münzschneiders Pierre Milan, der um die Mitte des 16. Jahrhunderts eine florierende Werkstatt in Fontainebleau und später in Paris betrieb. In den Anfängen ihrer Zusammenarbeit signierten sie ihre Stiche nicht, so dass die Urheber wegen der Ähnlichkeit ihres Stils schlecht zu unterscheiden sind. Erst später signierte Boyvin seine Platten. Von denen ihm sicher zugeschriebenen Stichen sind rund 240 Blätter erhalten

Vorlagen für ihre Kupferstiche waren zunächst Werke von Rosso Fiorentino, von Léonard Thiry, einem aus Flandern kommenden Mitarbeiter Rossos und von Lucas und Lorenzo Penni. Boyvins Kupferstiche geben einen Eindruck über die Vielfalt der in Fontainebleau ausgeführten künstlerischen Arbeiten: Es sind Stiche von Ornamenten, von kunsthandwerklichen Gegenständen, Goldschmiedevorlagen, von Gemälden Rossos, dazu Nachstiche von Werken italienischer Künstler.

## Werke
- Die Nymphe von Fontainebleau, Stich von Pierre Milan und René Boyvin nach Rosso Fiorentino, um 1545